# 마리나 린추크
마리나 린추크(벨라루스어: Марына Лінчук, Maryna Linchuk, 1987년 12월 4일~)은 벨라루스의 모델이다.